# آکاسیا گاردنز، نیو ساوت ولز
آکاسیا گاردنز (به انگلیسی: Acacia Gardens) یک حومه شهر در استرالیا است که در نیو ساوت ولز واقع شده‌است.